# 農神龍屬
農神龍屬又名 薩特恩納利亞龍，是種非常早期的蜥臀目恐龍，化石發現於巴西和辛巴威，生存於三疊紀後期的卡尼阶，約2億3300萬年前，使牠們成為目前所發現最古老的真正恐龍之一。
農神龍可能屬於蜥腳形亞目。不像較晚、更巨大的蜥腳形亞目物種，農神龍相當纖細，身長可能為1.5公尺。農神龍的已發現化石數量非常少，並有許多原蜥腳類特徵，然而缺少與其他恐龍共有的特徵。

## 分類
農神龍非常原始，同時具有獸腳亞目與蜥腳形亞目的特徵，因此很難去歸類。在1999年，古生物學家麥克斯·朗格（Max Cardoso Langer）等人命名農神龍時，將牠們分類於蜥腳形亞目。在2003年，朗格發現農神龍的頭骨與手部較類似獸腳亞目，可能並非蜥腳形亞目的物種。
在2007年，約瑟·波拿巴（Jose Bonaparte）與其同事發現農神龍非常類似瓜巴龍，一種原始蜥臀目恐龍。波拿巴將牠們歸類於瓜巴龍科。波拿巴發現這些恐龍可能是原始的蜥腳形亞目，或者類似獸腳亞目與蜥腳形亞目的共同祖先。波拿巴認為，瓜巴龍科代表者獸腳亞目與蜥腳形亞目的祖先較類似獸腳亞目，而非類似原蜥腳下目。

## 發現與種
農神龍的正模標本是在1999年冬季時，於巴西南里奧格蘭德州發現，另外的化石是在狂歡節期間發現的，而狂歡節起源於古羅馬冬至的節慶農神節，因此以古羅馬的農神萨图尔努斯為名；而種名tupiniquim在葡萄牙文裡意為「本地的」。
農神龍已發現部份骨骸，以及來自於兩個其他標本的相關化石，包括頜部與牙齒。在馬達加斯加三疊紀中期地層發現了其他可疑的化石，但這些化石可能來自於某些草食性主龍類，而非恐龍。
農神龍屬目前僅有一種，本地農神龍（S. tupiniquim）。

## 外部連結
- See entry on Saturnalia at DinoData （页面存档备份，存于）. (registration required, free) (technical)
- 蜥腳形亞目